# Cruziohyla craspedopus
La rana de hoja amazónica (Cruziohyla craspedopus) es una especie de anfibios de la familia Hylidae.
Habita en la cuenca amazónica de Brasil, Colombia, Ecuador, Perú y posiblemente en Bolivia, en altitudes entre 50 y 600 m.
Sus hábitats naturales incluyen bosques tropicales o subtropicales secos y a baja altitud y marismas intermitentes de agua dulce.